# A Short Hike
A Short Hike es un videojuego de aventura del diseñador canadiense de los juegos independientes Adam Robinson-Yu (también conocido como adamgryu). Es un juego de aventura del mundo abierto en que el jugador tiene la tarea de llegar a la cima de una montaña para obtener la recepción del teléfono móvil. El juego fue lanzado para Microsoft Windows, macOS y Linux en julio de 2019, para Nintendo Switch en agosto de 2020, y para PlayStation 4 y Xbox One en noviembre de 2021.
A Short Hike recibió críticas positivas de los críticos, que elogiaron ampliamente su juego relajante, la libertad de exploración y la mecánica de vuelo, mientras que algunos criticaron la corta duración y el manejo de algunos elementos de la historia. Ganó al Seumas McNally Grand Prize en Independent Games Festival en 2020.

## Jugabilidad

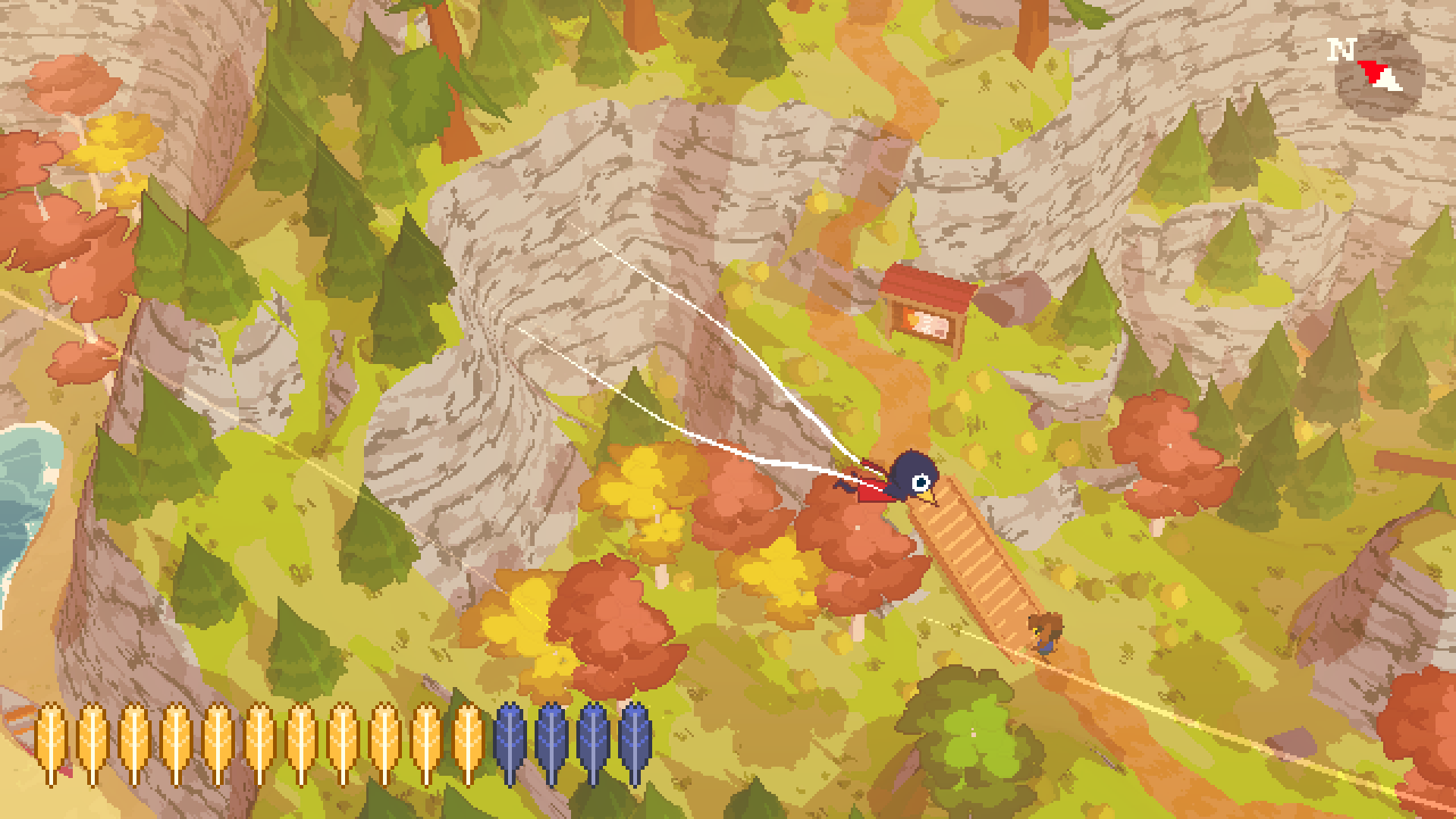
Claire volado en Hawk Peak Provincial Park

El jugador tiene la capacidad de trotar, escalar, nadar y deslizarse por un parque de mundo abierto mientras controla a Claire, es un pájaro antropomórfico negro. Para alcanzar la cima, el jugador debe encontrar o comprar plumas doradas que aumentan la resistencia y permiten saltos adicionales y la capacidad de escalar paredes rocosas.Según un cartel en Hawk Peak Trail, se puede alcanzar la cima con tan solo siete plumas doradas. Una vez que el jugador alcanza la cima, completando así la historia principal, puede explorar el parque y completar las actividades secundarias que desee.

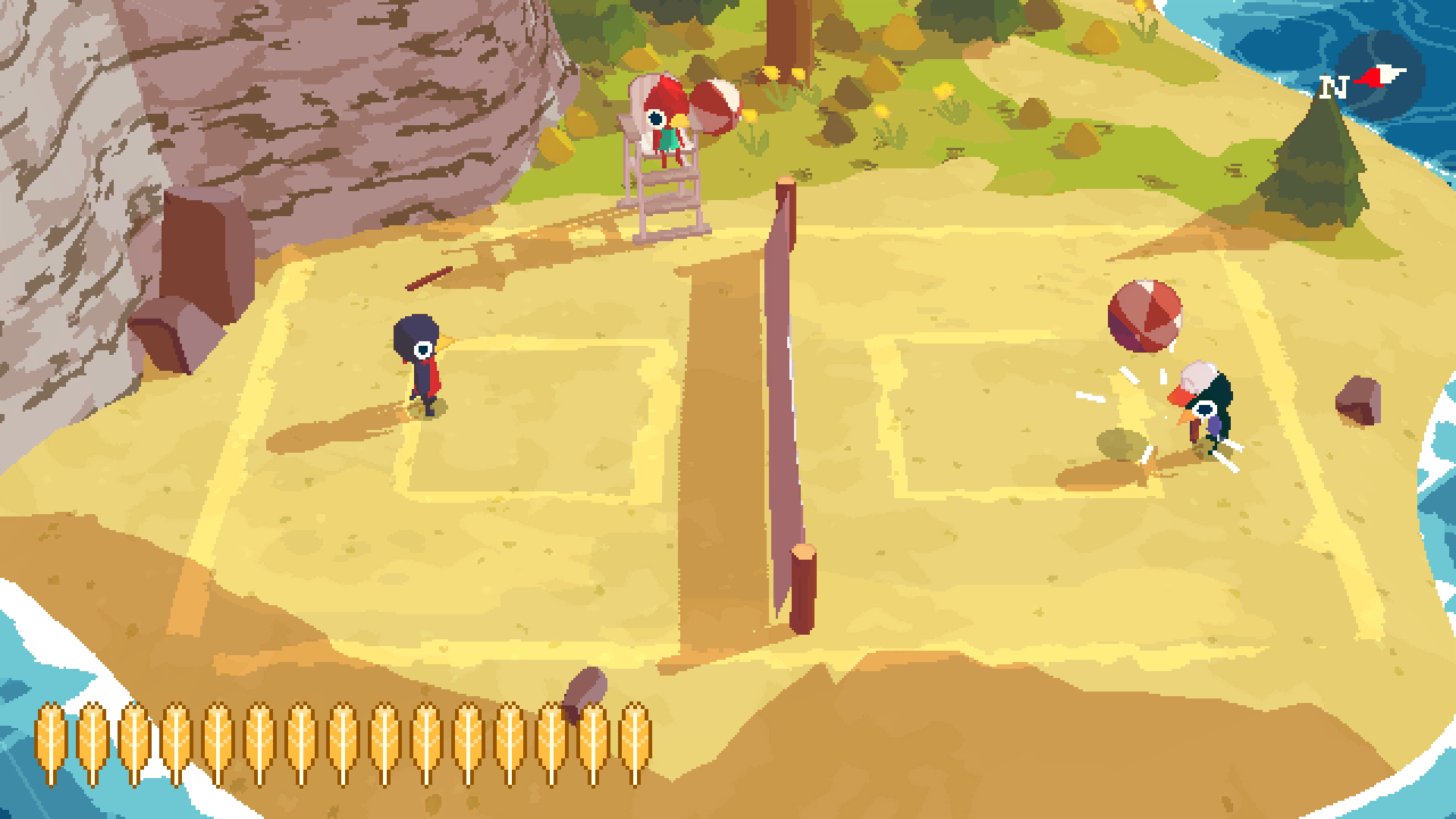
Minijuego llamado «beachstickball», inspirada en Vóleibol.

Además del objetivo principal, la isla está poblada por otros animales, que ofrecen misiones secundarias y actividades que incluyen pescar, encontrar objetos perdidos y jugar un minijuego parecido al vóleibol llamado «beachstickball». Las recompensas por estas actividades incluyen elementos que mejoran la capacidad del jugador para explorar el parque, como zapatillas para correr o una brújula. El jugador también puede recolectar conchas, palos, monedas y otros elementos para ayudar a completar estas misiones secundarias.
El juego tiene una banda sonora adaptable que cambia según eventos mundiales como el clima o acciones del jugador como volar.También cuenta con una cámara dinámica creada con la herramienta Unity, Cinemachine.

## Argumento

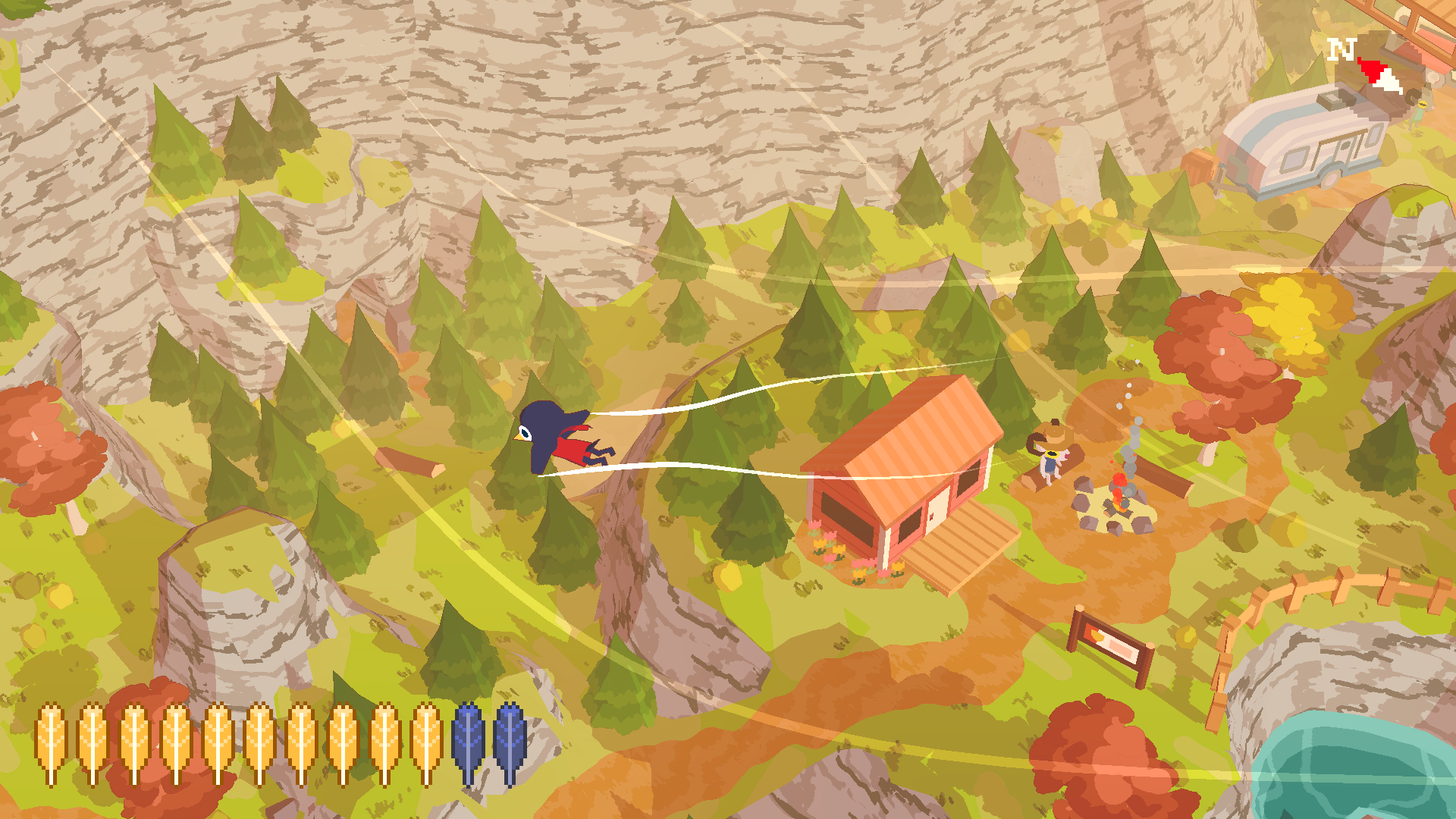
Claire planenado en Hawk Peak Provincial Park.

La protagonista y personaje jugable es Claire, es una pájaro antropomórfico negro, que pasa sus días libres viajando al Hawk Provincial Park, donde su tía May trabaja como guardabosques.
En una escena inicial, la madre de Claire la lleva en auto a un ferry que la llevará al parque durante el verano. Cuando llega Claire, su tía le informa que no hay recepción de teléfonos móviles en el parque excepto en Hawk Peak. Claire nunca antes había recorrido el sendero Hawk Peak, pero espera una llamada importante, por lo que decide caminar hasta la cima.Luego depende del jugador si Claire ayuda a los otros animales en la isla o se dirige directamente a Hawk Peak. Un letrero en la base de la montaña advierte que es una caminata extenuante y otros personajes comentan que el sendero es demasiado difícil para ellos.
Cuando Claire alcanza la cima, se felicita por haberlo logrado y contempla una aurora. Pronto suena su teléfono celular, revelando que la persona que llama es su madre. Ella reconoce que se sometió a una cirugía después de despedir a Claire. Claire está molesta porque no estuvo allí para ayudarla, pero la madre de Claire dice que está orgullosa de Claire por escalar Hawk Peak. La llamada se interrumpe cuando una corriente ascendente emerge de la montaña. Esto pone nerviosa a Claire, pero su madre la insta a montarlo antes de que desaparezca. Claire se sube a la corriente ascendente y se eleva sobre el parque.
Luego, Claire puede regresar con su tía, después de lo cual le explica todas las actividades paralelas que realizó durante su caminata.

## Desarrollo
En diciembre de 2018, Robinson-Yu se tomó un descanso del desarrollo de su juego de rol Untitled Paper y comenzó a trabajar en A Short Hike. Por jugar a los juegos The Haunted Island, a Frog Detective Game y Minit lo convenció de que los juegos cortos también pueden tener éxito.Más tarde compartió un prototipo de A Short Hike en Twitter.Representar el mundo del juego utilizando «grandes píxeles crujientes» y modelos simples permitió a Robinson-Yu ampliar el alcance del juego a pesar de sus limitadas habilidades artísticas. La paleta de colores del juego está tomada directamente de fotografías del Escudo Canadiense en otoño.
El compositor Mark Sparling creó un sistema de banda sonora adaptable que combina capas de melodías y música ambiental dependiendo de dónde se encuentre el jugador y cómo atraviesa el terreno. Sparling citó como influencias al compositor de Studio Ghibli, Joe Hisaishi; las bandas sonoras de Animal Crossing: New Leaf y Firewatch; el álbum folklórico de Sufjan Stevens, Carrie & Lowell; y el álbum minimalista de Steve Reich, Music for 18 Musicians.
Después de recibir financiación a través del programa Humble Original, Robinson-Yu se comprometió a lanzar el juego en tres meses. Realizó un seguimiento de su progreso utilizando una versión simplificada del marco scrum y utilizó herramientas existentes de Unity como InControl y Cinemachine, así como recursos de proyectos anteriores.También dio prioridad a agregar contenido a corregirlo. pequeños errores.

## Lanzamiento
El juego se lanzó por primera vez para los suscriptores del programa Humble Monthly el 5 de abril de 2019 y luego como juego independiente para Microsoft Windows, macOS y Linux el 30 de julio de 2019. Se lanzó una versión para Nintendo Switch el 18 de agosto de 2020. Las versiones para PlayStation 4 y Xbox One se lanzaron el 16 de noviembre de 2021.El 19 de agosto de 2022, se anunció que el juego tendría un lanzamiento limitado y una edición de colección para Nintendo Switch a través de Super Rare Games que se lanzaría el 25 de agosto de 2022.

## Recepción
A Short Hike recibió «críticas generalmente favorables» según el sitio web del agregador de reseñas Metacritic, recibiendo puntuaciones totales de 82/100 para la versión para PC,88/100 para la versión Switch,y 83/100 para PlayStation. 4 versión.Los críticos elogiaron la tranquilidad y el valor de repetición del escenario, así como la jugabilidad abierta, y varios críticos compararon el mundo abierto del juego con The Legend of Zelda: Breath of the Wild. 
Al revisar el juego para Nintendo Life, Stuart Gipp le otorgó a A Short Hike un 10/10, calificándolo de «un juego verdaderamente completo» y «un hito en los juegos independientes» por su libertad de juego y lo que consideró «una experiencia sin grasa». Cathlyn Vania de Adventure Gamers calificó el juego con 4,5/5 estrellas, calificándolo de «una aventura relajante llena no sólo de humor sino también de la ternura de las conexiones personales».Matthew Reynolds de Eurogamer nombró a A Short Hike uno de sus Juegos del Año, afirmando que la densidad de la isla resultó en «una aventura mucho más rica que los juegos muchas veces [sic] de su duración».Khee Hoon Chan de GameSpot también elogió el juego por sus controles, su jugabilidad libre y su «encanto reconfortante, incluso pastoral» en general, otorgándole un 9/10.
Kevin Mersereau de Destructoid fue un poco más heterogéneo, pero en general positivo, calificando el juego con un 7,5/10. Lo llamó un «limpiador del paladar» que es «relajado» y «único», aunque «lejos de ser perfecto», elogiando la mecánica de vuelo del juego, pero criticando su corta duración y los elementos de la trama «cayeron sobre el yunque».La revisión de GameCentral criticó de manera similar la duración del juego y la revelación de quién es la llamada de Claire, pero le otorgó al juego un 8/10, calificándolo de «absolutamente encantador y con un ritmo perfecto».El crítico del Washington Post, Christopher Byrd, describió el juego como «creado para fomentar un espíritu de comodidad en lugar de riesgo», criticando la facilidad de las tareas del jugador y recomendando el juego como «logro».

### Premios y nominaciones
| Año  | Premio                            | Categoría                                       | Resultado | Ref           |
| ---- | --------------------------------- | ----------------------------------------------- | --------- | ------------- |
| 2019 | 2019 Golden Joystick Awards       | Best Indie Game                                 | Nominado  | [ 18 ]        |
| 2020 | 23rd Annual D.I.C.E. Awards       | Family Game of the Year                         | Nominado  | [ 19 ]        |
| 2020 | 23rd Annual D.I.C.E. Awards       | Outstanding Achievement for an Independent Game | Nominado  | [ 19 ]        |
| 2020 | 23rd Annual D.I.C.E. Awards       | Outstanding Achievement in Game Direction       | Nominado  | [ 19 ]        |
| 2020 | Independent Games Festival Awards | Seumas McNally Grand Prize                      | Ganador   | [ 20 ] [ 21 ] |
| 2020 | Independent Games Festival Awards | Excellence in Design                            | Nominado  | [ 20 ] [ 21 ] |
| 2020 | Independent Games Festival Awards | Audience Award                                  | Ganador   | [ 20 ] [ 21 ] |